# Sedan (Java)
Sedan is een bestuurslaag in het regentschap Rembang van de provincie Midden-Java, Indonesië. Sedan telt 4780 inwoners (volkstelling 2010).